# Асоціативний масив
Асоціати́вний маси́в (англ. associative array) (або словник, хеш, в англійській літературі також застосовуються терміни associative container, map, mapping, hash, dictionary, finite map) — абстрактний тип даних (інтерфейс до сховища даних), що дозволяє зберігати дані у вигляді набору пар ключ — значення та доступом до значень за їх ключем.
Реалізації асоціативних масивів зазвичай підтримують операції додавання пари, а також пошуку та видалення пари за ключем:
- вставити (ключ, значення)
- шукати (ключ)
- вилучити (ключ)

Передбачається, що асоціативний масив не може містити дві пари з однаковими ключами. У парі (k, v) значення v називається значенням, що асоціюється з ключем k. Залежно від реалізації, ключі та значення можуть задаватися і множинами значень.
Операція шукати(ключ) повертає значення, що асоціюється із заданим ключем, або якийсь спеціальний об'єкт, що вказує на відсутність такого асоційованого значення. Дві інші операції нічого не повертають. Зазвичай, у різних реалізаціях асоціативного масиву семантика і назви операцій можуть відрізнятися.
Асоціативний масив з погляду інтерфейсу зручно розглядати як звичайний масив, в якому як індекси можна використовувати не тільки цілі числа, але і значення інших типів, наприклад, рядка.
Підтримка асоціативних масивів з допомогою стандартних засобів є в багатьох інтерпретованих мовах програмування високого рівня, таких як Swift, Perl, PHP, Python, Ruby, Tcl, JavaScript тощо. У C++ асоціативний масив підтримується на рівні шаблонних класів бібліотеки STL (map та споріднені класи).

## Приклади
Простим прикладом асоціативного масиву є телефонний довідник. Ключем у цьому випадку є сукупність ПІБ + адреса, а значенням — номер телефону.
Іншим прикладом може бути база даних доменних імен в Інтернеті, яка доменному імені зіставляє IP-адресу. Тут доменне ім'я буде ключем, а IP-адреса — значенням.

## Розширення асоціативного масиву
Вказані три операції часто доповнюються іншими. Типові розширення включають наступні операції:
- очищення — видалити всі записи
- обхід — «пробігтися» по всіх парах, що зберігаються
- мінімальне (ключ) — знайти пару з мінімальним значенням ключа
- максимальне (ключ) — знайти пару з максимальним значенням ключа

У останніх двох випадках необхідно, щоб на ключах була визначена операція порівняння.

## Реалізації асоціативного масиву
Існують різні способи реалізації асоціативного масиву.
Найпростіша реалізація може ґрунтуватися на звичайному масиві, елементами якого є пари (ключ, значення). Для прискорення операції пошуку можна упорядкувати елементи цього масиву по ключу і здійснювати пошук методом ділення навпіл. Але це збільшить час виконання операції додавання нової пари, оскільки необхідно буде «розсувати» елементи масиву, щоб в порожнє місце, що утворилося, помістити новий запис.
Найпопулярніші реалізації засновані на різних деревах пошуку. Так, наприклад, в стандартній бібліотеці STL мови С++ контейнер map реалізований на основі червоно-чорного дерева. У мовах Ruby, Tcl, Python використовується один з варіантів хеш-таблиці. Є й інші реалізації.
У кожної реалізації є свої переваги і недоліки. Важливо, щоб всі три операції виконувалися як в середньому, так і у гіршому разі за час O(log n), де n — поточна кількість пар, що зберігаються. Для збалансованих дерев пошуку (зокрема для червоно-чорних дерев) ця умова виконана.
У реалізаціях, побудованих на хеш-таблицях, середній час оцінюється як O(1), що краще, ніж в реалізаціях, побудованих на деревах пошуку. Але при цьому не гарантується висока швидкість виконання окремої операції: час операції вставки в гіршому випадку оцінюється як O(n). Операція вставки виконується довго, коли коефіцієнт заповнення стає високим і необхідно перебудувати індекс хеш-таблиці.
Хеш-таблиці погані також тим, що на їхній основі не можна реалізувати швидкі додаткові операції пошуку мінімального та максимального значень, і алгоритм обходу всіх збережених пар в порядку зростання або спадання ключів.

## Підтримка асоціативних масивів в мовах програмування

### Бібліотека STL мови C++
Тут приведений простий консольний застосунок, що надає інтерфейс телефонної книжки. Він реалізований на основі контейнера map.
```
#include
 
<iostream>

#include
 
<string>

#include
 
<map>

using
 
namespace
 
std
;

int
 
main
(){

    
string
 
cmd
,
 
name
,
 
phone
;

    
map
 
<
string
,
 
string
>
 
book
;

    
while
 
(
 
cin
 
>>
 
cmd
 
)
 
{

        
if
(
cmd
 
==
 
"add"
)
 
{

            
cin
 
>>
 
name
 
>>
 
phone
;

            
book
[
name
]
 
=
 
phone
;

            
cout
 
<<
 
"Added"
 
<<
 
endl
;

        
}
 
else
 
if
 
(
cmd
 
==
 
"find"
)
 
{

            
cin
 
>>
 
name
;

            
cout
 
<<
 
name
 
<<
 
"'s phone is "
 
<<
 
phone
[
name
]
 
<<
 
endl
;

        
}
 
else
 
if
(
cmd
 
==
 
"del"
)
 
{

            
cin
 
>>
 
name
;

            
book
.
erase
(
name
);

            
cout
 
<<
 
"Deleted"
 
<<
 
endl
;

        
}
 
else
 
if
(
cmd
 
==
 
"view"
)
 
{

            
map
<
string
,
string
>::
iterator
 
i
;

            
for
(
i
 
=
 
book
.
first
();
 
i
 
!=
 
book
.
end
()
 
;
 
i
++
)
 
{

                
cout
 
<<
 
*
i
.
first
()
 
<<
 
"
\t
 "
 
<<
 
*
i
.
second
 
<<
 
endl
;

            
}

        
}
 
else
 
if
(
cmd
 
==
 
"quit"
)
 
{

            
return
 
0
;

        
}
 
else
 
{

            
cerr
 
<<
 
"Bad command '"
 
<<
 
cmd
 
<<
 
"'"
 
<<
 
endl
;

        
}

    
}

    
return
 
0
;

}

```

### Теорія
- NIST's Dictionary of Algorithms and Data Structures: Associative Array [Архівовано 30 січня 2009 у Wayback Machine.]
- NIST's Dictionary of Algorithms and Data Structures: Association List [Архівовано 16 грудня 2008 у Wayback Machine.]